# Vegetatiekunde

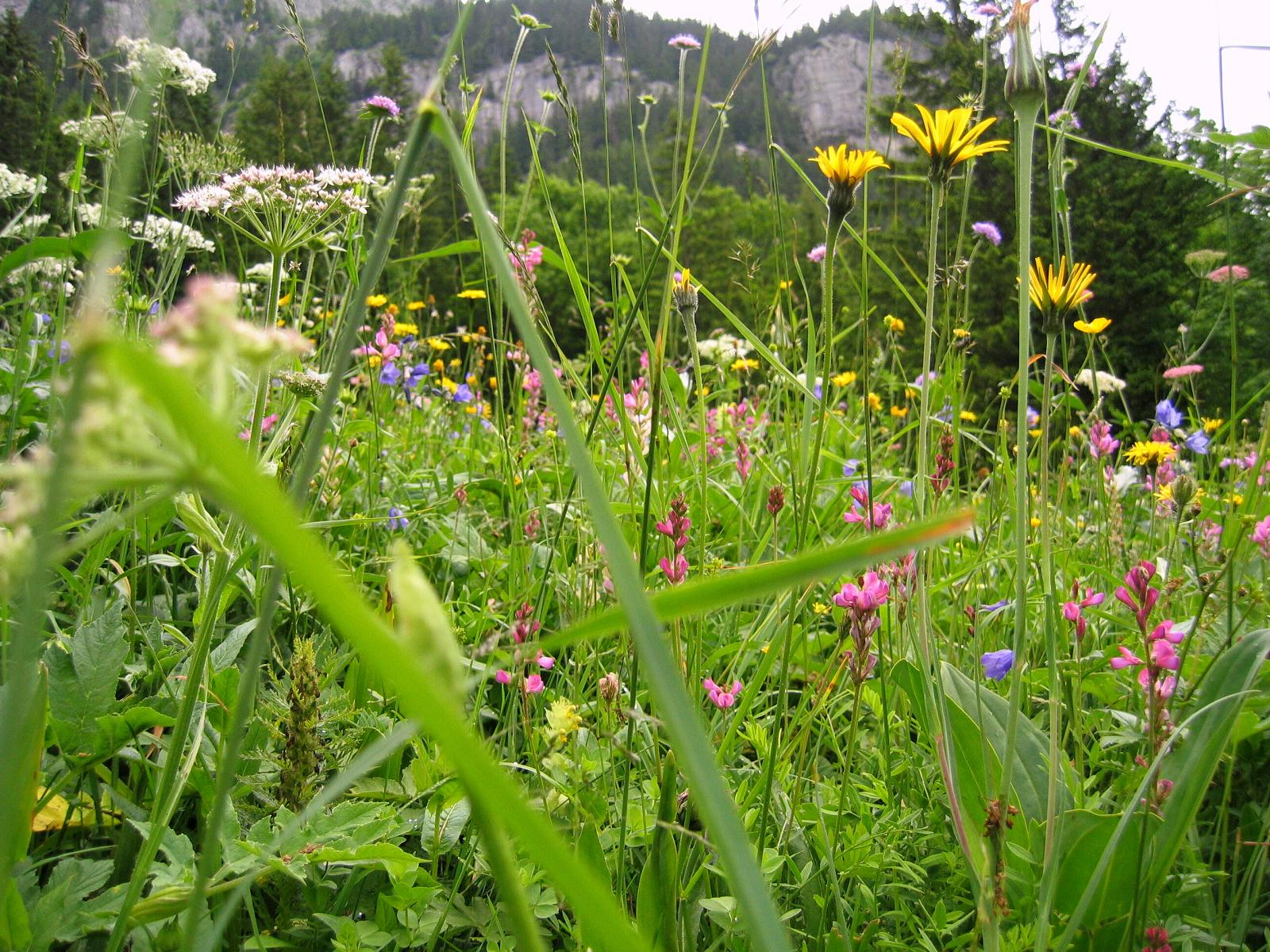
Vegetatie in een alpenweide

De vegetatiekunde, ook wel fytosociologie, plantensociologie of fytocoenologie genoemd, is een tak van de biologie die de vegetatie als object van onderzoek heeft. De meest bekende definitie van vegetatie is gegeven door Victor Westhoff: 

Vegetatie is de ruimtelijke massa van plant-individuen, in samenhang met de plaats waar zij groeien en in de rangschikking die zij uit zichzelf (spontaan) hebben aangenomen.

Om de algemene principes van de vegetatiekunde weer te geven stuit men op de moeilijkheid, dat het onderzoeksobject in West- en Midden-Europa een uitzonderlijke situatie vormt: er komt nog nauwelijks vegetatie voor die niet door de mens beïnvloed is. Het sterk door de mens beïnvloede plantendek bestaat uit in gebruik genomen, meestal duidelijk afgegrensde, antropogene begroeiingen. Dat geldt niet alleen voor akkers en grasland, maar ook voor de bosvegetaties. Menselijke ingrepen bepalen in de eerste plaats de samenstelling van de plantengemeenschappen. Enkele uitzonderingen zijn sommige kleinere bronvenen of steile rotswanden.

## Takken van onderzoek
De vegetatiekunde wordt onderverdeeld in een aantal onderzoekstakken.
1. Symmorfologie: Onderzoek naar de structuur en textuur van plantengemeenschappen.
2. Syndynamiek: Onderzoek naar de successie (veranderingen van de vegetatie in de tijd).
3. Synchorologie: Onderzoek naar de geografische verspreiding van plantengemeenschappen.
4. Syntaxonomie: De classificatie van plantengemeenschappen.
5. Synchronologie: Onderzoek naar de geschiedenis van vegetatie.

## Classificatie
Om de vegetaties te kunnen classificeren hebben vegetatiekundigen een classificatiesysteem of typologie ontwikkeld. Er zijn diverse scholen, die verschillende methoden hebben ontwikkeld om vegetaties te classificeren. Het grootste onderscheid is het verschil tussen de Anglo-Amerikaanse en de Continentaal-Europese benadering van vegetaties.
De Anglo-Amerikaanse benadering gaat uit van een geleidelijke overgangen bij de verschillen tussen vegetaties zonder dat daarbij vaste groepen of typen onderscheiden kunnen worden. Deze geleidelijke overgangen in soortensamenstelling en in milieufactoren worden ecologische gradiënten genoemd.
Een belangrijk deel van het onderzoek betreft de ordinatie, (multivariate) gradiëntanalyse of multidimensional scaling, die bestaat uit de studie van soortsamenstelling van de vegetatie in relatie met de al of niet gemeten gradiënten in de milieufactoren.
De Continentaal-Europese benadering ziet wel onderscheidbare en beschrijfbare vegetatietypen: de plantengemeenschappen. De Continentaal-Europese benadering is gebaseerd op de waarneming dat vegetaties kenmerken hebben die niet terug te voeren zijn op de eigenschappen van de individuele soorten, maar op hun onderlinge interacties.
Zo komt zij door classificatie van de vegetatie tot een classificatiesysteem met een serie strikt omschreven typen met verdere onderverdelingen. De achtergrond van dit verschil is dat de Continentaal-Europese scholen gevormd zijn in Europa waar het landschap gevormd is door eeuwenlange cultuur (bodemgebruik). Dat bodemgebruik zorgde voor meer gefragmenteerd landschap. In Amerika echter zijn er grote aaneengesloten natuurgebieden die nooit veel cultuurlijke invloed hebben gekend en is de overgang tussen de verschillende vegetaties door klimatologische verschillen veel vloeiender. De Continentaal-Europese benadering kent verschillende scholen. Het belangrijkste verschil tussen deze betreft de onderzoeksmethode. De drie scholen zijn:
- De Noordse of Scandinavische school. Deze onderzoekt de lagen van de vegetatie (boomlaag, struiklaag, kruidlaag, moslaag) en bekijkt dan welke soorten overheersen en welke in bijna alle opnamen voorkomen.

- De Deense school. Centraal in deze school staat de verdeling van het proefvlak in allerlei vakjes. Van elk vakje worden de soorten genoteerd en in welke mate ze in de vakjes voorkomen. Het proefvlak hoeft niet homogeen te zijn.

- De Frans-Zwitserse school, die werkt met de methode die ontwikkeld is door de Zwitser Josias Braun-Blanquet in het Franse Montpellier. De methode begint met het uitzoeken van een homogeen proefvlak van enkele tot vele vierkante meters, afhankelijk van de aard van de vegetatie. Daar worden alle soorten van genoteerd en ten minste in welke mate zij voorkomen (bedekking, eventueel gecombineerd met aantal). Bij de analyse gaat men in alle vegetatieopnamen die er zijn gemaakt onderzoeken welke soorten in welke mate bij elkaar voorkomen en hoe vaak zij dan in de bewuste proefvlakken voorkomen. Zo gaat men kentaxaen en differentiërend taxa onderscheiden aan de hand waarvan men de vegetatie classificeert. Omgekeerd is het mogelijk om een vegetatieopname toe te wijzen aan een reeds eerder beschreven associatie (zie Syntaxonomie).

In Nederland is de Frans-Zwitserse school dominant geworden. Deze school heeft door onder meer Victor Westhoff een belangrijke rol gespeeld in de natuurbescherming in Nederland en dan met name binnen de klassieke natuurbeschermingsvisie. Binnen Wageningen Universiteit en Researchcentrum zijn onder meer Karle Sykora en Joop Schaminée bezig met vegetatiekundig onderzoek in de traditie van de Frans-Zwitserse school. De Wageningse en tevens Nijmeegse studenten aan de Radboud Universiteit worden ook in deze school onderwezen.

## Toepassing
De plantensociologie is een betrekkelijk jonge wetenschap. Desondanks heeft ze geleid tot nieuwe inzichten op het gebied van ecologie, botanie en milieu. Ook brengt ze een scala aan praktische toepassingen met zich mee.
Zo zorgt de syntaxonomische indeling voor een milieu-indicatie waarde van plantengemeenschappen. Door middel van ecologische en chorologische spectra kan de relatie tussen plantengemeenschappen en het milieu worden uitgedrukt. Deze eigenschappen van plantensociologie leiden tot praktische toepassingen in wetenschappelijk onderzoek, landbouw, natuurbeheer en ruimtelijke ordening.

### Belang voor wetenschappelijk onderzoek
Plantensociologisch wetenschappelijk onderzoek heeft betekenis voor de plantenecologie, landschapsecologie, cultuurhistorie en de bodemkunde. Met behulp van plantengemeenschappen kan eenvoudig het object van onderzoek worden gedefinieerd. Ook biedt het een kader voor de resultaten van een ecologisch onderzoek. Op landschapsniveau geeft de plantensociologie een overzicht van de plantenrijkdom en het landgebruik in een gebied. Ook duidt ze de belangrijkste fysische en geografische factoren die een rol spelen in een landschap. Het lezen van landschap, door middel van de ontwikkelingen in de vegetatiesamenstelling, kan inzichten geven in de cultuurhistorie van een gebied. In de bodemkunde worden verschillen in vegetatie vaak gecorreleerd met verschillen in de bodemgesteldheid en waterhuishouding.

### Toepassingen in de landbouw
In het verleden speelde de plantensociologie een adviserende rol voor de landbouw. Op basis van de aanwezige plantengemeenschappen werd er advies gegeven op het gebied van intensiteit van bemesting, gewaskeuzen en graslandbeheer. De intensivering van landbouw, waardoor de landbouw niet meer afhankelijk was van de natuurlijk landschappelijke beperkingen, verminderde de rol van de plantensociologie.
In de derde wereld daarentegen speelt plantensociologische onderzoek nog steeds een belangrijke rol in de ontwikkeling van de landbouw. Ook ontwikkelingen in Nederland op het gebied van biologische en duurzame landbouw duiden op een terugkeer van de adviserende rol.

### Toepassingen in het natuurbeheer
Aan de hand van plantensociologische kennis en overzicht kunnen er uitspraken gedaan worden over de actuele kwaliteit en natuurwaarde van een gebied. Het hogere integratieniveau van gemeenschappen in vergelijking met de individuele soorten maakt deze methode geschikter om uitspraken te doen over natuurwaarden en vooruitzichten. Plantensociologische kennis, bijvoorbeeld met betrekking tot de potentieel natuurlijke vegetatie (PNV), wordt dan ook gebruikt voor de ontwikkeling voor beleid, zo is het natuurdoeltypenbeleid hierop gebaseerd. Ook in het beheer van gebieden wordt de plantensociologie gebruikt, voornamelijk om het juiste beheer te bepalen.

### Toepassingen in de ruimtelijke ordening
In bestemmingsplannen, streekplannen en landelijke nota’s wordt er rekening gehouden met het voorkomen van plantengemeenschappen. Informatie hierover wordt gebruikt om de gevoeligheid voor vermesting en ontwatering aan te geven. Bij een dergelijke beoordeling wordt vaak gebruik gemaakt van de indicatorwaarden volgens Ellenberg. Bij de beoordeling van de gevoeligheid voor ontwatering kan gebruik gemaakt worden van een lijst van freatofyten (grondwaterplanten), zoals deze is opgesteld door Londo. Plantensociologie kan daarnaast de basis vormen voor de besluitvorming rondom groene gebieden.